# Isla Calbuco
Isla Calbuco är en ö i Chile.   Den ligger i regionen Región de Los Lagos, i den södra delen av landet, 900 km söder om huvudstaden Santiago de Chile.
I omgivningarna runt Isla Calbuco växer i huvudsak blandskog.